# Viatcheslav Moshe Kantor
Pour les articles homonymes, voir Kantor (homonymie).
 (août 2023).
Viatcheslav Moshe Kantor, né le 8 septembre 1953 à Moscou, est un entrepreneur russe et dirigeant de la communauté juive. Il combat l'antisémitisme, le racisme et toute forme d'intolérance. Viatcheslav Kantor a exercé les fonctions de président du Congrès juif européen, du Conseil politique du Congrès juif mondial et du Conseil européen pour la tolérance et la réconciliation. Il préside la fondation Forum mondial du souvenir de l'Holocauste, la Fondation juive européenne et le Forum international de Luxembourg sur la prévention d'une catastrophe nucléaire.
En 2019, Forbes estime la fortune de Kantor à 3,8 milliards de dollars. Il est 34e fortune russe en 2017 et la 546e fortune mondiale selon le classement Forbes.
Après l'invasion de l'Ukraine par la Russie en 2022, il perd ses fonctions de direction au sein des institutions juives, pour sa trop grande proximité supposée avec Vladimir Poutine.

## Biographie
Viatcheslav Kantor est né le 8 septembre 1953 à Moscou en URSS. En 1976, il obtient son diplôme à l’Institut d'aviation de Moscou (IAM) où il mène jusqu'en 1986 des recherches scientifiques, notamment en qualité de chef d’un des laboratoires. Il y travaille entre autres pour NPO Spektr. En 1981, il soutient une thèse sur les systèmes automatiques de pilotage de véhicules spatiaux.  
De 1989 à 1993, il occupe le poste de directeur général de l’entreprise russo-américaine Intelmas. Les premiers réseaux informatiques en Russie sont mis en place sous sa direction, notamment au sein de l’Académie des sciences. Au début des années 1990, il remporte le contrat pour l’évaluation environnementale de l’entreprise chimique Azote à Novgorod.  
À la suite de la privatisation de l’entreprise en 1992/1993 et l’enregistrement de la société anonyme Acron, Kantor acquiert 31,36 % de parts d'Acron aux enchères de privatisation conduites en février 1993, conformément au plan de privatisation. 
Entre 1996 et 2000, il exerce les fonctions de conseiller économique auprès du président du Conseil de la fédération de Russie. 
Depuis 2000, il préside l’Institut national de réforme des entreprises, organisation à but non lucratif qui réunit des personnalités politiques, des hommes d’affaires et des scientifiques, et qui a pour but l’amélioration du climat d’investissement en Russie et de l’image des entreprises russes à l’étranger.
En 2005, il prend la tête de la fondation Forum mondial du souvenir de l'Holocauste, créée à l’issue du Premier Forum international « Laissez vivre mon peuple ! » qui s'était tenu à Cracovie en Pologne.
De 2005 à 2009, il est président du Congrès juif russe (CJR).
Depuis 2006, il est cofondateur et président de la Fondation juive européenne (FJE), dont l’activité consiste à promouvoir la vie juive en Europe et à mettre en œuvre des projets caritatifs et éducatifs.
En juin 2007, Viatcheslav Kantor est élu président du Congrès juif européen (CJE), organisation internationale laïque qui réunit 42 communautés juives d’Europe, représente les intérêts de plus de 2,5 millions de Juifs européens et qui est affiliée au Congrès juif mondial. En 2008, 2012 et 2016, Kantor est réélu à la présidence pour une période de quatre ans,.
En 2007, Viatcheslav Kantor est élu président du Forum international de Luxembourg sur la prévention d'une catastrophe nucléaire, qui réunit les grands experts internationaux de la non-prolifération nucléaire.
En 2008, Kantor cofonde le Conseil européen pour la tolérance et la réconciliation (CETR), qu'il a longtemps dirigé en coprésidence avec l’ancien président polonais Aleksander Kwaśniewski. En 2015, l’ancien premier ministre britannique Tony Blair est nommé à la tête du Conseil, tandis que Viatcheslav Kantor y conserve les fonctions de chairman.
En mai 2010, le Centre Kantor pour l’étude de la judéité européenne moderne est créé auprès de l’Université de Tel Aviv.
En août 2010, Viatcheslav Moshe Kantor est nommé au poste de vice-président et membre du Conseil du mémorial de Yad Vashem, dédié aux victimes de l’Holocauste et aux héros de la Résistance.
En 2013, Kantor est à la présidence du Conseil politique du Congrès juif mondial. Il est réélu à ce poste en 2017.
En 2016, selon les informations du journal israélien The Jerusalem Post, Kantor figure au Top-50 des Juifs les plus influents du monde, pour la septième année consécutive.
Proche du président russe Vladimir Poutine, ses avoirs britanniques et européens ayant été gelés, il est contraint en avril 2022 de démissionner non seulement du CJE, mais aussi du Congrès juif mondial, dont il dirigeait le conseil politique.
Toutefois, en juillet 2023, le président du Congrès juif européen, Ariel Muzicant, appelle à retirer Moshe Kantor, son prédécesseur, « injustement ciblé » par l’Union européenne, de la liste des proches de Vladimir Poutine.

## Activités publiques

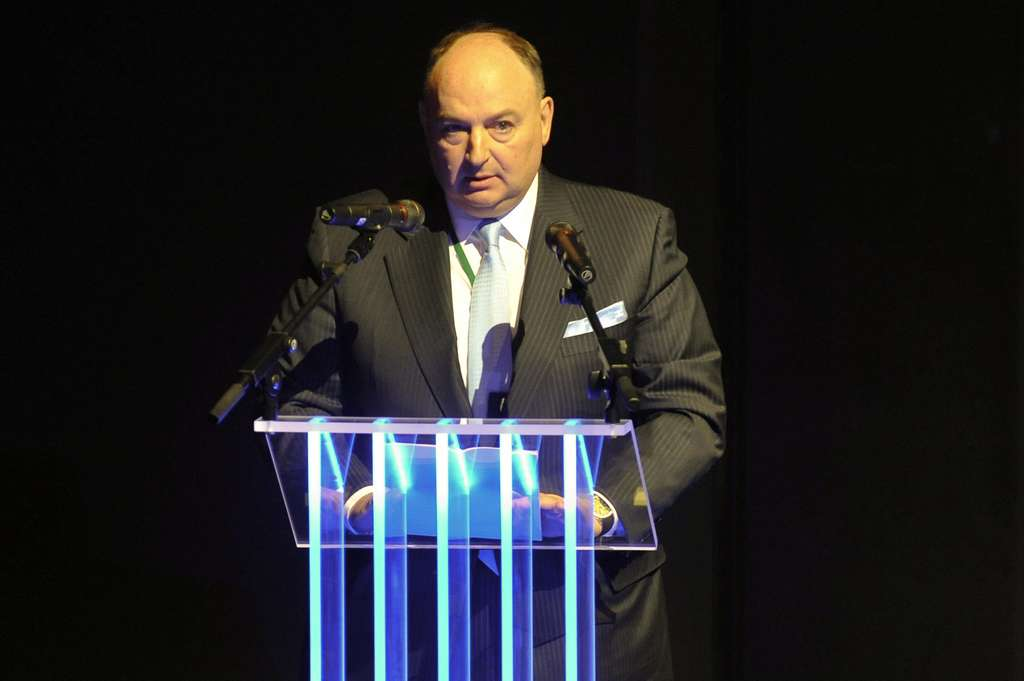
Viatcheslav Moshe Kantor au Congrès juif européen en 2010.

### Activité en Europe
De juin 2007 à 2022, Viatcheslav Kantor exerce les fonctions de président du Congrès juif européen (CJE), le plus important organisme laïque représentant les intérêts des Juifs d’Europe.
Kantor se dit « le premier garde de la rue juive d’Europe » . Les principaux objectifs du Congrès juif européen consistent à promouvoir la vie juive en Europe, lutter contre l’antisémitisme, contribuer à la restitution des biens juifs spoliés pendant la Seconde Guerre mondiale, renforcer l’identité nationale du peuple juif, lutter contre l’assimilation culturelle, inculquer la fierté nationale et préserver les traditions de la judéité européenne, particulièrement parmi les jeunes.
Au cours de la réunion avec les membres du Congrès juif européen du 19 janvier 2016, Kantor affirme que la situation des Juifs en Europe est « la plus grave depuis la fin de la Seconde Guerre mondiale ».

### Forums du souvenir de l'Holocauste
Viatcheslav Kantor porte une attention particulière à l’éducation sur l’Holocauste. C'est dans l'idée de ne pas permettre à la tragédie d'être oubliée qu'il fonde les forums du souvenir de l'Holocauste.
La fondation a été créée à l’issue du premier Forum international « Laissez vivre mon peuple ! », qui s’était tenu le 27 juin 2005 à Cracovie en Pologne à l’occasion du 60e anniversaire de la libération du camp de concentration d'Auschwitz. Le forum a accueilli plus de 30 délégations officielles et chefs d’État et s’est déroulé en présence du président russe Vladimir Poutine, du vice-président des États-Unis Richard Cheney, du président polonais Aleksander Kwaśniewski et d'autres invités d'honneur.
La deuxième édition du Forum international « Laissez vivre mon peuple ! », dédiée au 65e anniversaire du massacre de Babi Yar, s'est déroulé le 27 septembre 2006 à Kiev avec la participation des délégations officielles de plus de 60 pays.
Le 27 janvier 2010, Cracovie (Pologne) accueille le troisième Forum international « Laissez vivre mon peuple ! » dédié au 65e anniversaire de la libération du camp de concentration d'Auschwitz-Birkenau. Plus de 100 députés du Parlement européen dirigés par Jerzy Buzek, ainsi que d’autres représentants des institutions européennes et des délégations officielles de différents pays du monde ont participé au troisième Forum international.
En 2013, le président du Parlement européen Martin Schulz déclare qu’à partir de 2013, les événements consacrés à la Journée internationale dédiée à la mémoire des victimes de l’Holocauste seraient tenus annuellement au Parlement européen.
Le quatrième Forum international « Laissez vivre mon peuple ! », dédié au 70e anniversaire de la libération du camp de concentration d'Auschwitz-Birkenau, se déroule les 26 et 27 janvier 2015 à Prague et à Terezín en Tchéquie. Le Forum réunit plusieurs centaines de hauts dignitaires, dont des chefs d'État, des personnes politiques, des parlementaires, des diplomates, des scientifiques et des hommes publics de différents pays, ainsi que des libérateurs du camp de concentration d’Auschzitz-Birkenau, des anciens prisonniers des camps de concentration nazis et des survivants de l’Holocauste.
Le 23 janvier 2020 à Jérusalem, en Israël, s'est tenu le cinquième Forum mondial de l'Holocauste, intitulé « Se souvenir de l'Holocauste, combattre l'antisémitisme », au mémorial de Yad Vashem,,. Le forum a réuni 49 délégations de haut niveau, en coopération avec le mémorial, sous les auspices du président de l'État d'Israël, Reuven Rivlin. Celui-ci a pris la parole, ainsi que MM. Frank-Walter Steinmeier, Vladimir Poutine et Emmanuel Macron. Les propos ou vidéos présentés par les organisateurs exaltant le rôle de l'Union soviétique et omettant la mention du pacte germano-soviétique de 1939 ou le rôle des alliés occidentaux dans la Victoire prêtent à polémique.

### Non-prolifération nucléaire
En 2007, Viatcheslav Kantor prend le poste de président du Forum international de Luxembourg sur la prévention d'une catastrophe nucléaire, fondé à l’issue de la Conférence internationale tenue les 24 et 25 mai 2007 à Luxembourg. La conférence réunit plus de 50 experts de renommée mondiale de 14 pays, notamment Sergueï Kirienko, directeur de l’Agence fédérale de l'énergie atomique de Russie ; Mohamed el-Baradei, directeur général de l’Agence internationale de l'énergie atomique (AIEA) ; Nikolaï Laverov, académicien, vice-président de l'Académie des sciences de Russie ; William Perry, ancien secrétaire de la Défense des États-Unis ; et Hans Blix, président de la Commission internationale sur les armes de destruction massive et ancien directeur général de l’AIEA.
L’activité du Forum de Luxembourg comprend des discussions sur les questions de la sécurité nucléaire et de la non-prolifération des armes nucléaires, ainsi que l’élaboration de propositions et recommandations pour le renforcement de la sécurité nucléaire à destination d’hommes politiques et de diplomates.  Le forum œuvre à la prévention de la banalisation de la menace nucléaire dans le monde et vise à présenter des renseignements fiables sur la situation actuelle dans les pays et régions à problèmes (Moyen-Orient, Asie du Nord-Est et du Sud).

### Tolérance
Viatcheslav Kantor prend une part active à la promotion de la tolérance en Europe. En 2008, il a fondé et préside à ce jour le Conseil européen pour la tolérance et la réconciliation (CETR), actuellement dirigé par Tony Blair. Le CETR est une organisation non gouvernementale qui compte parmi ses membres des anciens chefs d’État européens, des lauréats du prix Nobel de la paix et autres personnalités éminentes mondialement reconnues pour leurs efforts dans la promotion de la tolérance. Le CETR a été créé pour combattre la xénophobie, l’extrémisme et l’antisémitisme, surveiller le respect des principes de la tolérance par les États européens, élaborer des initiatives pratiques et préparer des recommandations pour la promotion de la compréhension mutuelle entre les représentants de différentes cultures.

## Projets caritatifs et philanthropie

### Fondation juive européenne
En 2006, Kantor crée la Fondation juive européenne, qu’il préside à ce jour. La FJE est une organisation à but non lucratif qui œuvre à promouvoir la vie juive en Europe, renforcer la conscience nationale des Juifs européens et assurer la réalisation des projets caritatifs et éducatifs visant à promouvoir la vie juive et la tolérance en Europe, à soutenir les liens interculturels et le dialogue interreligieux en Europe et à combattre la xénophobie et l’antisémitisme. La fondation réalise toute une série de projets et tient des séminaires et conférences sur des questions actuelles avec la participation d'experts et des représentants de la jeunesse.

### Yad Vashem
Depuis plusieurs années, Viatcheslav Kantor est l’un des donateurs de Yad Vashem, mémorial dédié aux victimes de l’Holocauste et aux héros de la Résistance.

### Art

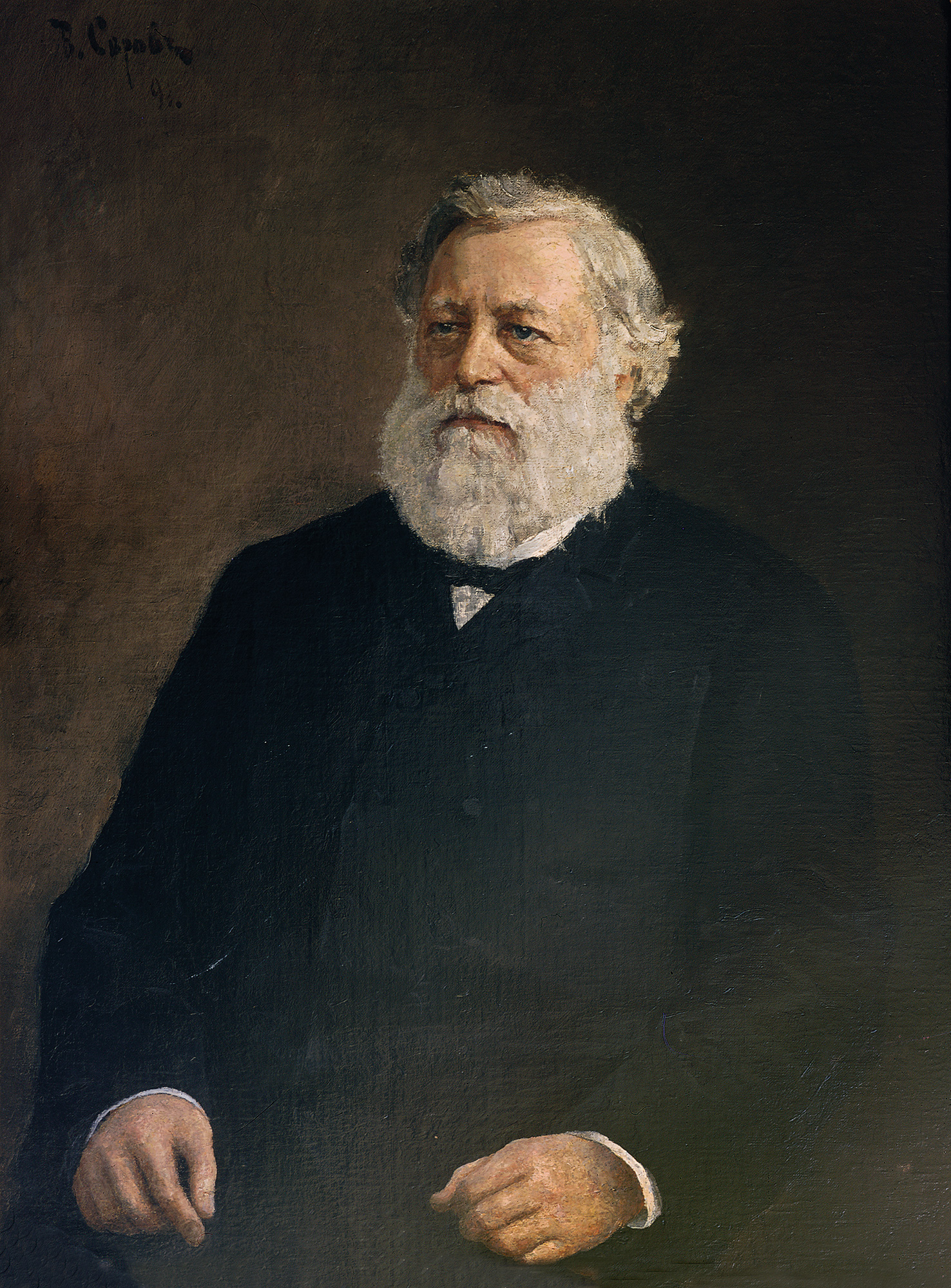
Timofeï Morozov par Valentin Serov appartenant à Moshe Kantor.

Viatcheslav Kantor est le président du Musée d'Art d'avant-garde (MAGMA), créé à Moscou en 2001 à son initiative. Le musée abrite la plus grande et importante collection privée d’œuvres d’avant-garde russe du 20e siècle. Ce courant s’est développé dans l’Empire russe et en Union soviétique entre 1890 et 1930, et réunit des peintres comme Marc Chagall, Chaïm Soutine et Mark Rothko.
Selon Kantor, l’objectif du musée est de « faire revenir en Russie les grands noms que d’autres pays « se sont appropriés ». Beaucoup d’entre nous seraient certainement surpris de découvrir que tant d’artistes illustres ayant acquis une renommée en Europe et aux États-Unis et dont les œuvres pourraient enrichir tout musée du monde sont en réalité des ressortissants russes. Et beaucoup d’étrangers sont également surpris d’apprendre que les « chers enfants » de leurs pays sont en effet des Juifs originaires de Russie, comme c’est le cas de Chagall, Zadkine, Lipchitz et Délaunay – la fine fleur de l’École de Paris ».
En avril 2022, un portrait de Timofeï Morozov du peintre Valentin Serov appartenant à Moshe Kantor est saisi par la France. L'œuvre, prêtée par l'oligarque russe,  faisait partie de l’exposition « Icônes de l’art moderne », qui s’est tenue de septembre 2021 à avril 2022 à la Fondation d'entreprise Louis-Vuitton à Paris.

## Distinctions
Viatcheslav Kantor est titulaire de distinctions honorifiques nationales suivantes : ordre de l'Amitié (Russie, 1998), officier de l’ordre du Mérite de la république de Pologne (Pologne, 2005), ordre du prince Iaroslav le Sage, Ve rang (Ukraine, 2007), ordre de Léopold (Belgique, 2009), chevalier de l’ordre national de la Légion d'honneur (France, 2012), chevalier grand-croix de l’ordre du Mérite de la République italienne (Italie, 2013), Grande Croix de l’ordre national du Mérite (Ordinul Național Pentru Merit) (Roumanie, 2014), officier de l’ordre national de la Légion d'honneur (France, 2014, décerné en 2015), ordre de l'Honneur (Russie, 2016) et médaille du Mérite en tolérance (Pologne, 2011).
En outre, il a reçu le titre de docteur honoris causa de l’université de Tel-Aviv (2004) et la distinction du Conseil des communautés juives d'Europe décernée biennalement aux responsables juifs européens.

## Vie privée
Viatcheslav Kantor est marié avec Anna Kantor. Il a quatre fils et une fille.